# Cantó de Besiers-4

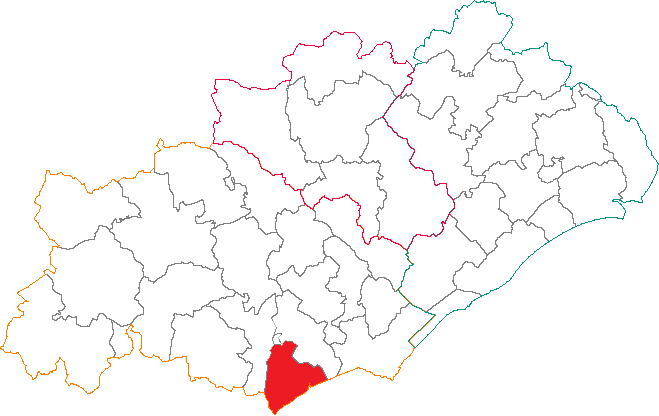
El cantó de Besiers-4 a l'Erau

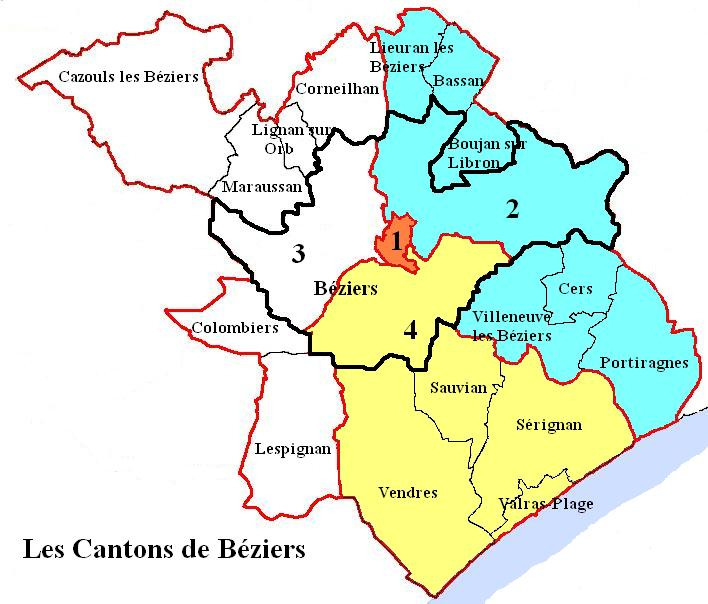
Els cantons de Besiers

El cantó de Besiers-4 és un antic cantó francès del departament de l'Erau, a la regió del Llenguadoc-Rosselló. Forma part del districte de Besiers, té 4 municipis i una part del municipi que n'és el cap, Besiers.

## Municipis
- Sauvian
- Serinhan
- Vèndres
- Valrans
- Besiers (partie)